# Parafia św. Michała Archanioła w Osetnie
Parafia św. Michała Archanioła w Osetnie – znajduje się w dekanacie Góra zachód w archidiecezji wrocławskiej. Erygowana w 1957 roku. 
Obsługiwana przez księży archidiecezjalnych.

## Parafialne księgi metrykalne
| Księgi metrykalne | Okres ewidencji |
| ----------------- | --------------- |
| chrztów           | 1957 -          |
| ślubów            | 1957 -          |
| zgonów            | 1957 -          |